# Lo que importa es vivir
Lo que importa es vivir es una película mexicana de 1987 dirigida por Luis Alcoriza y protagonizada por Gonzalo Vega, Ernesto Gómez Cruz y María Rojo.
Participó en el 15.º Festival Internacional de Cine de Moscú. Fue seleccionada por México para competir por el Óscar a la mejor película de habla no inglesa, pero no consiguió la nominación, y ganó el premio Goya a la mejor película extranjera de habla hispana.

## Argumento
Un vagabundo llamado Candelario pide pasar la noche en la hacienda de don Lázaro. Una vez allí, recibe la oferta de quedarse a trabajar como peón con salario fijo. Con el paso del tiempo, Candelario va ganando la confianza de su patrón, hasta hacerse imprescindible. La situación cambia radicalmente cuando don Lázaro descubre que Candelario lleva tiempo manteniendo relaciones amorosas en secreto con su esposa Chabela.

## Reparto
- Gonzalo Vega - Candelario
- Ernesto Gómez Cruz - Lázaro
- María Rojo - Chabela
- Loló Navarro - Mamá Rosita
- Alejandro Parodi - Canales
- Justo Martínez - Gabriel
- Eduardo Borja - Padre Aurelio
- Bruno Rey - Comandante
- Ramón Menéndez - Gregorio